# Podarke pugettensis
Podarke pugettensis är en ringmaskart som beskrevs av Herbert Parlin Johnson 1901. Podarke pugettensis ingår i släktet Podarke och familjen Hesionidae. Utöver nominatformen finns också underarten P. p. spinapandens.